# Електроноакцепторна група
Електро́ноакце́пторна гру́па — група, що стягує на себе електронну густину від системи, до якої приєднана.
π-Електроноакцепторна група — замісник, що проявляє +R ефект (наприклад, NO2), тобто збіднює π-електронну густину в кон'югованій системі, до якої приєднаний, особливо до її альтернантних атомів. Відзначається додатним значеннями констант Гаммета.